# Harvey Corson
Harvey J. Corson, foi director-executivo da Escola Americana para Surdos em West Hartford, Connecticut.
Ele anunciou publicamente que se iria aposentar em 30 de Junho de 2006, quando terminasse o seu mandato como director-executivo, um cargo que ocupava na escola desde 2001.
Corson graduou-se na Universidade Gallaudet, em 1964.
Durante o movimento Deaf President Now (DPN), ele foi um dos dois candidatos surdos mais veloz para se tornar o próximo (e o primeiro surdo) presidente da Universidade Gallaudet, em Washington, D.C.)